# Liga Española de Baloncesto 1960-1961
La Liga Española de Baloncesto 1960-1961 è stata la 5ª edizione del massimo campionato spagnolo di pallacanestro maschile. La vittoria finale è stata ad appannaggio del Real Madrid.

## Risultati

### Stagione regolare
|     | Squadra                   | G  | V  | N | P  | PF    | PS    | Pt. | Qualificazione                    |
| --- | ------------------------- | -- | -- | - | -- | ----- | ----- | --- | --------------------------------- |
| 1.  | Real Madrid               | 22 | 21 | 0 | 1  | 1.592 | 1.154 | 42  |                                   |
| 2.  | Oril. Verde Sabadell      | 22 | 15 | 0 | 7  | 1.412 | 1.244 | 30  | ritirate                          |
| 3.  | Barcellona                | 22 | 15 | 0 | 7  | 1.210 | 1.177 | 30  | ritirate                          |
| 4.  | Club Juventud de Badalona | 22 | 14 | 0 | 8  | 1.261 | 1.161 | 28  |                                   |
| 5.  | Aism. Montcada            | 22 | 12 | 2 | 9  | 1.243 | 1.105 | 26  |                                   |
| 6.  | Águilas de Bilbao         | 22 | 13 | 0 | 9  | 1.195 | 1.179 | 26  |                                   |
| 7.  | Estudiantes               | 22 | 10 | 2 | 10 | 1.248 | 1.233 | 22  |                                   |
| 8.  | Real Canoe                | 22 | 10 | 0 | 12 | 1.327 | 1.359 | 20  |                                   |
| 9.  | Iberia Saragozza          | 22 | 9  | 1 | 12 | 1.200 | 1.394 | 19  |                                   |
| 10. | Español                   | 22 | 6  | 0 | 16 | 1.071 | 1.148 | 12  |                                   |
| 11. | Real Saragozza            | 22 | 2  | 1 | 19 | 1.128 | 1.417 | 5   | spareggi retrocessione/promozione |
| 12. | Montgat                   | 22 | 2  | 0 | 20 | 1.074 | 1.390 | 4   | spareggi retrocessione/promozione |

| Liga Española de Baloncesto 1960-1961 |
| ------------------------------------- |
| Real Madrid 4º titolo                 |

### Spareggi retrocessione/promozione
- Club Agromán - Real Saragozza (65-60/45-50/58-52)
- Picadero JC - Montgat[1]

## Formazione vincitrice
| N° | Naz.                   | Ruolo | Sportivo            |  | Alt. |  |
| -- | ---------------------- | ----- | ------------------- |  | ---- |  |
| 4  | Spagna (bandiera)      | P     | Pepe Laso           |  |      |  |
| 5  | Spagna (bandiera)      | AC    | José Ramón Durand   |  | 184  |  |
| 6  | Spagna (bandiera)      | A     | Jordi Parra         |  |      |  |
| 6  | Spagna (bandiera)      | G     | Lolo Sainz          |  | 186  |  |
| 8  | Spagna (bandiera)      | P     | Josep Lluís         |  | 176  |  |
| 9  | Spagna (bandiera)      | AC    | Antonio Díaz-Miguel |  | 185  |  |
| 10 | Spagna (bandiera)      | AP    | Emiliano Rodríguez  |  | 191  |  |
| 11 | Spagna (bandiera)      | A     | Carlos Sevillano    |  | 183  |  |
| 12 | Stati Uniti (bandiera) | C     | Travis Montgomery   |  |      |  |
| 14 | Stati Uniti (bandiera) | C     | Joe Sheaff          |  |      |  |
|    | Spagna (bandiera)      | All.  | Pedro Ferrándiz     |  |      |  |